# کوریون سوقومونیان
کوریون سوقومونیان (ارمنی: Կորյուն Սամվելի Սողոմոնյան؛ زادهٔ ۱۶ مهٔ ۱۹۹۳) بوکسور اهل ارمنستان است که در بازی‌های المپیک تابستانی ۲۰۲۰ توکیو به رقابت پرداخت.